# Thermes-Magnoac
 Thermes-Magnoac  es una comuna y población de Francia, en la región de Mediodía-Pirineos, departamento de Altos Pirineos, en el distrito de Tarbes y cantón de Castelnau-Magnoac.
Su población en el censo de 1999 era de 160 habitantes.
No está integrada en ninguna Communauté de communes.